# 三国货币协定
《三国货币协定》（或《三方协议》）是美国、法国和大不列颠在1936年9月签订的一项货币条约。目的是为了稳定他们国家的货币的汇率。

## 历史
由于与黄金的挂钩，大不列颠自从1931年，美国自从1933年，其汇率水平发生了严重的不平衡。此现象也发生于各金本位国家，特别是法国。美元和英镑的贬值，提高了美国和英国的进口价格，有人降低了出口价格。

## 协议
《三方协议》是非正式的和临时性。 签署国同意去抑制货币的竞争性贬值，在不会严重影响国内繁荣的情况下，将货币保持在现有的汇率水平。同时作为协议的一部分，法国将其货币贬值。其他的金本位集团的比利时、 瑞士和荷兰，也签订了该协定。
签署国同意以事先约定的价格，互相买卖的黄金。 该协定稳定了汇率，结束了1931-1936年的货币战争，但未能恢复世界贸易的萧条。